# Carlia rimula
Carlia rimula là một loài thằn lằn trong họ Scincidae. Loài này được Ingram & Covacevich mô tả khoa học đầu tiên năm 1980.